# Teleogryllus emma
Teleogryllus emma är en insektsart som först beskrevs av Ohmachi och Keiichi Matsuura 1951.  Teleogryllus emma ingår i släktet Teleogryllus och familjen syrsor. Inga underarter finns listade i Catalogue of Life.

## Bildgalleri

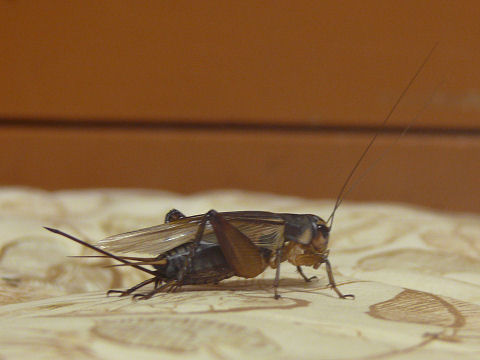
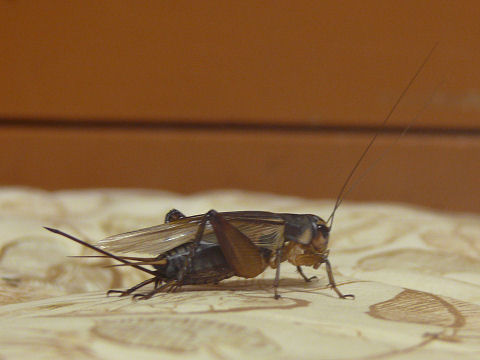
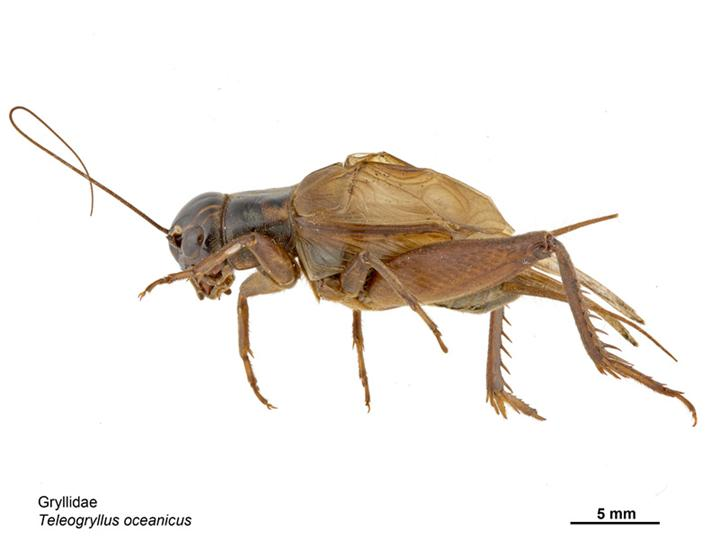
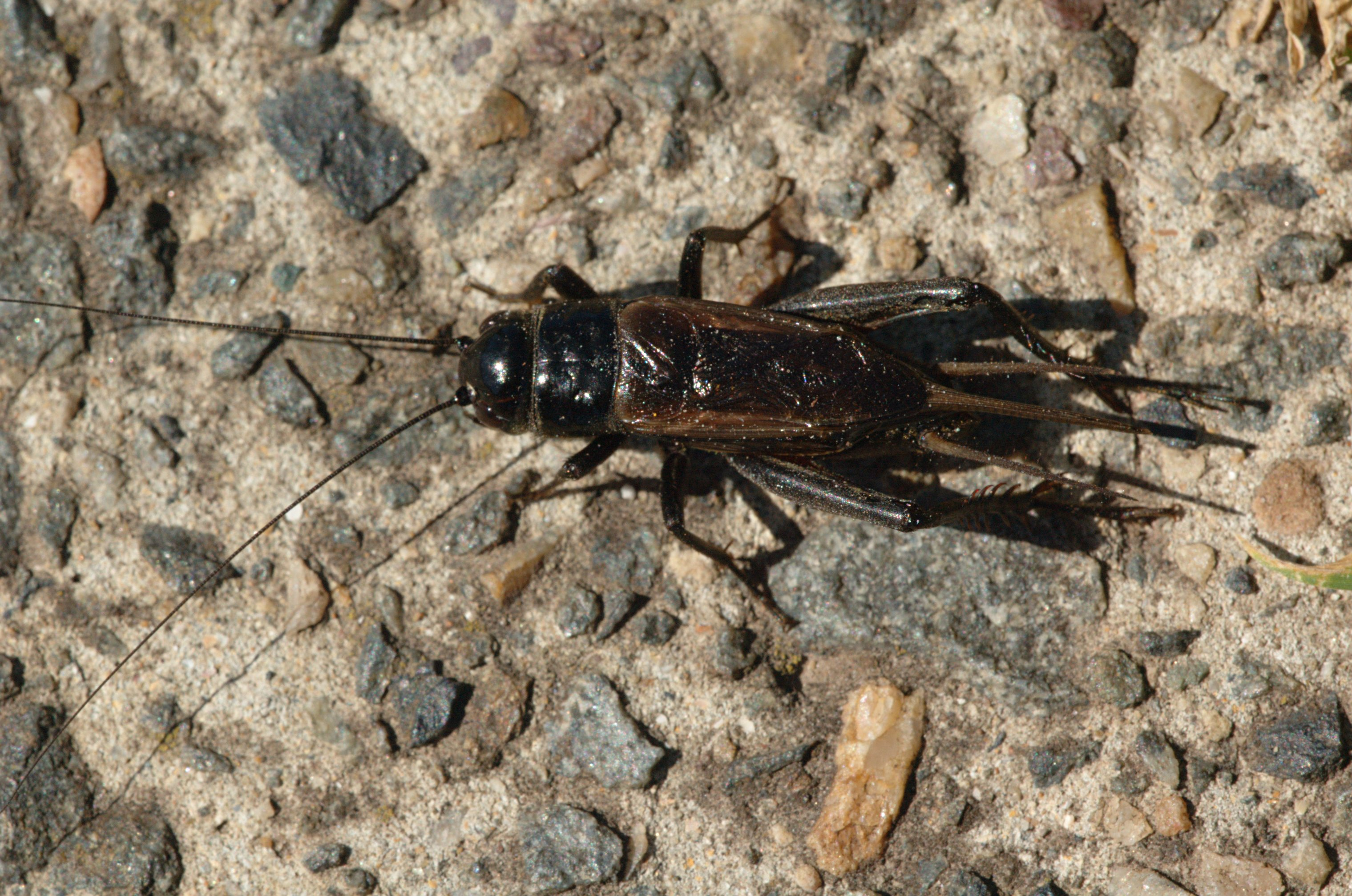